# Алайонтли

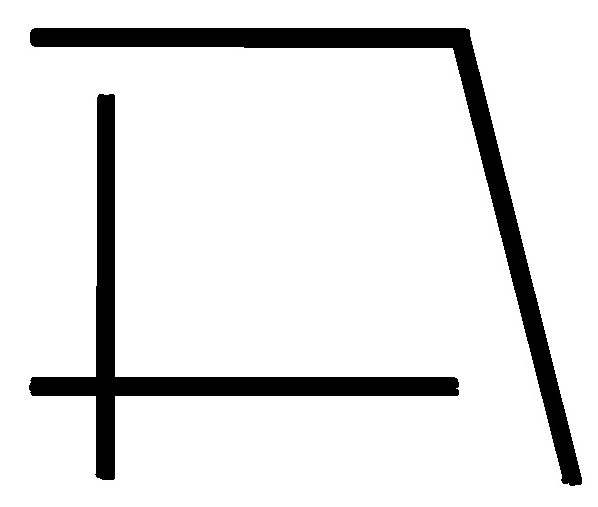
Тамга туркменского племени алайонтли согласно труду Абу-л-Гази «Родословная туркмен»

Алайонтли (также ула-йондулуг, алаюнтлы, алка-булак, алан и алат; туркм. Alaýöntli) — древнее туркменское (огузское) племя, ведущее свое происхождение от одного из 24-х внуков древнего родоначальника туркмен и других тюркских народов Огуз-хана.

## Этноним
В древнетюркском языке этноним алайонтли означал «пеголошадные», «имеющие пегих лошадей»: от ала — пестрый, пегий, йонт — лошадь и -лы — аффикс принадлежности.

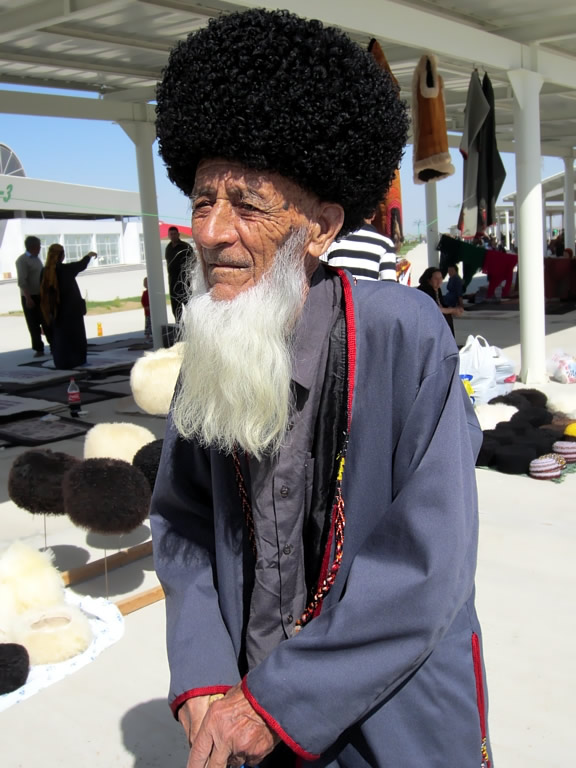
Пожилой туркмен в Ашхабаде, Туркменистан

В своем труде «Дивану Лугат ат-Турк» Махмуд Кашгари упоминает алайонтли как одно из огузо-туркменских племен и употребляет этноним как ула-йондулуг, Рашид-ад-Дин в «Джами ат-Таварих» — как ала-юнтли и считает его третьим сыном Даг-хана, внуком Огуз-хана и дает такое толкование этнониму — «скот его будет хорош». Абу-л-Гази в «Родословной туркмен» также называет основателя племени Ала-йонтлы третьим сыном Даг-хана и переводит антропоним как «ала атлы» — «имеющий пегую лошадь».
В китайских документах Таньской эпохи и в китайской энциклопедии VIII в. «Туньдянь» упоминаетсся древнетюркское племя, название которого употреблялось в формах элочжи (или алат) и алан (хелань), также означавшие пегая лошадь. Известный советский китаист и тюрколог Ю.Зуев отмечает, что по причине одинакового значения наименований и идентичности тамг, племя алан (хэлань) и племя алайонтли являются одним и тем-же племенем.

## История
Отдельные группировки племени алайонтли оказались втянутыми в сферу огузо-туркменских, печенежских, булгарских и кипчакских этнических связей и, таким образом, приняли участие в создании новых этнических коллективов. На сегодняшний день прямыми потомками данного племени является племя Йомуды.  